# 金融帝國
《金融帝國》（又译「金钱帝国」、「资本主义」）是著名商業模擬遊戲之一，首先於1995年推出，並於2001年底推出續作《金融帝国II》。
《金融帝國》的遊戲目標是要在多個市場的多個競爭者下，成為世界上獲利最多的商業機構。玩家須擔任行政總裁一職，在發展公司業務的同時，亦要提防公司破產或者被競爭者收購。由於遊戲逼真地模擬出現實生活的市場競爭情況，因此被不少教育機構採納，作為教育商科學生的教材之一。

## 外部連結
- 莫比游戏上的《《金融帝國》》（英文）